# 卡皮耶赖
卡皮耶赖（Kappiyarai），是印度泰米尔纳德邦甘尼亚古马里县的一个城镇。总人口13475（2001年）。

## 人口
该地2001年总人口13475人，其中男性6725人，女性6750人；0—6岁人口1225人，其中男643人，女582人；识字率81.62%，其中男性为83.60%，女性为79.64%。